# أندريس هيرزوغ
أندريس هيرزوغ هو محامي وسياسي إسباني، ولد في 21 يناير 1974 في سان سيباستيان في إسبانيا. نشط حزبياً في حزب الاتحاد والتقدم والديمقراطية (2008 – 2008).

## وصلات خارجية
- الموقع الرسمي